# Старобердянское лесничество
Старобердя́нское лесничество — лесничество, расположенное в 18 км на северо-восток от Мелитополя между сёлами Новопилиповка и Вознесенка на берегу реки Молочной. С 1974 года имеет статус заказника общегосударственного значения.
Площадь лесничества составляет 1132 га.

## История
Старобердянское лесничество было заложено меннонитским землевладельцем и общественным деятелем И. И. Корнисом по поручению министра государственных имуществ Российской империи графа Киселёва. В 1845 году для лесной плантации был выделен участок в 108 десятин на левом берегу реки Молочной у дороги из Мелитополя в Орлово, и 4 апреля 1846 года было посажено первое дерево. До Крымской войны 1853-1856 годов на плантации ежегодно высаживалось по 3-6 гектаров лесонасаждений, но во время войны посадка саженцев прекратилась и после этого уже не была систематической. Лесной массив получил название Бердянской образцовой лесной плантации, так как находился на территории Бердянского уезда (в то время граница между Бердянским и Мелитопольским уездами проходила по Молочной реке).
В 1859 году плантация была преобразована в Бердянское учебное степное лесничество. В 1867 году лесничество было награждено бронзовой медалью на всемирной выставке в Париже.
С 1879 года лесничеством руководил выдающийся лесовод П. М. Сивицкий. За те сорок лет, которые он управлял лесничеством, площадь лесопосадок увеличилась в два раза.
28 октября 1974 года Старобердянское лесничество получило статус заказника общегосударственного значения (Постановление Совета Министров УССР № 500).

## Флора и фауна
В лесничестве произрастают более 165 древесных и кустарниковых пород. Преимущественно это дуб, вяз, ясень, белая акация, крымская сосна, но встречаются и такие экзотические породы, как софора японская, железное дерево, маклюра оранжевая, черёмуха виргинская, бундук, форсайтия, айлант, гледичия, шиповник китайский, бархат амурский.
В лесничестве обитает свыше 40 видов зверей, в том числе лось, косуля, белка, куница, барсук, кабан, заяц, лисица, и 50 видов птиц, в том числе ушастая сова, свиристель, снегирь, желтоголовый королёк.